# Vinding (Vejle)
 For alternative betydninger, se Vinding. (Se også artikler, som begynder med Vinding)
Vinding er en østlig bydel i Vejle beliggende 5 km sydøst for Vejle Centrum. Vinding ligger i Vinding Sogn og hører til Vejle Kommune. I bydelen findes Vinding Kirke, der er opført i romansk stil sidst i 1100-tallet, Vinding Skole og et forsamlingshus.
Vinding blev første gang omtalt i et dokument fra 1416. Navnet Vinding kommer fra navnet Winna, der kort fortalt betyder, ”dyrkning af jord”.